# Carlos Díaz Medina
Carlos Díaz Medina Banzas (Sevilla, 3 de septiembre de 1935 - Cádiz, 3 de marzo de 2024) fue un político y abogado español. Afiliado al PSOE desde 1977, fue alcalde de Cádiz entre 1979 y 1995, el primero tras el fin de la dictadura franquista, y diputado del Parlamento de Andalucía desde 1982 hasta 1994.

## Biografía
Sevillano de nacimiento e hijo de militar, su familia emigró por varios puntos de España hasta llegar a Cádiz con quince años. Licenciado en Derecho por la Universidad de Sevilla, donde estudió en los años 50, comenzó a interesarse por la actividad política, ejerciendo de delegado de estudiantes y relacionándose con personalidades de la oposición al franquismo, como el profesor Manuel Giménez Fernández. En los años 70, se afilió al PSP y en 1976 creó la asesoría jurídica de la UGT en Cádiz. En 1977, sin embargo, pasó a formar parte de la agrupación gaditana del PSOE.
Candidato socialista a la alcaldía de Cádiz en las elecciones municipales de 1979, quedó en segundo puesto en número de representantes por detrás de la UCD; no obstante, debido a las negociaciones con el PCE a nivel estatal,
 que añadieron al PSA a nivel andaluz para el reparto de los gobiernos municipales, en la sesión de investidura sumó sus votos a los de los concejales comunistas y andalucistas, haciendo que el candidato centrista fuera votado por su grupo. De este modo, Díaz fue investido alcalde de Cádiz.
En las sucesivas elecciones de 1983, 1987 y 1991 revalidó su mandato; en estas ocasiones, con mayorías absolutas. A pesar de ello, el PSOE decidió no contar con él para liderar la lista de 1995; de todos modos, acabó siendo la candidata del PP, Teófila Martínez, a quien entregó el bastón de mando.
Durante su periodo en la alcaldía de Cádiz, combinó su cargo municipal con el de diputado en el Parlamento de Andalucía: se presentó a las elecciones al Parlamento de Andalucía de 1982, consiguiendo escaño. Díaz lo revalidó en 1986 y 1990.
Desde el fin de su actividad política en primera línea, volvió a ejercer la abogacía hasta su jubilación y mantuvo la afiliación al PSOE.

## Actividad política

### I Legislatura (1982-1986)
- Diputado del Grupo Parlamentario Socialista por la circunscripción de Cádiz
- Vocal de la Comisión de Gobernación y Justicia desde 16-11-1982
- Vocal de la Comisión de Política Social desde 16-11-1982
- Vocal de la Comisión permanente de legislatura de seguimiento de las iniciativas, actividades y trabajos de la Feria Exposición de 1992 y V Centenario del Descubrimiento de América desde 14-04-1983

### II Legislatura (1986-1990)
- Diputado del Grupo Parlamentario Socialista por la circunscripción de Cádiz
- Vocal de la Comisión de Comercio. Turismo y Transportes desde 11-09-1986
- Vocal de la Comisión de Política Territorial desde 11-09-1986
- Vocal de la Comisión permanente de legislatura de seguimiento de las iniciativas, actividades y trabajos de la Feria Exposición de 1992 y V Centenario del Descubrimiento de América desde 04-11-1986 hasta 09-11-1989
- Presidente de la Comisión permanente de legislatura de seguimiento de las iniciativas, actividades y trabajos de la Feria Exposición de 1992 y V Centenario del Descubrimiento de América desde 09-11-1989

### III Legislatura (1990-1994)
- Diputado del Grupo Parlamentario Socialista por la circunscripción de Cádiz
- Vocal de la Comisión encargada de conocer los proyectos, proposiciones y asuntos referentes al desarrollo de los proyectos Cartuja 93. Sierra Nevada 95 y Parque Tecnológico de Andalucía desde 14-07-1993
- Vocal de la Comisión de Coordinación y Organización Administrativa desde 11-09-1990
- Vocal de la Comisión de Reglamento desde 13-09-1990
- Vocal de la Comisión permanente de legislatura de seguimiento de las iniciativas, actividades y trabajos de la Feria Exposición de 1992 y V Centenario del Descubrimiento de América desde 25-10-1990